# Гай Велей Патеркул (консул 60 г.)
Вижте пояснителната страница за други личности с името Велей Патеркул.
Гай Велей Патеркул (на латински: Gaius Velleius Paterculus) е политик и сенатор на Римската империя по времето на император Нерон.
Вероятно е син на историка Велей Патеркул. Според намерения надпис в El Arrusch/Нумидия той е през 39 или след 45 г. легат на III Августов легион в Африка. През 60 г. Велей Патеркул става суфектконсул на мястото на Нерон през месеците от юли до септември заедно с Марк Манилий Вописк, който е на мястото на Кос Корнелий Лентул. Това пише на намрените две восъчни плочки в Херкуланеум:
| „ | [15 юли:] M(arco) Manilio Vopisco C(aio) Velleao Paterculo co(n)s(ulibus) / Idibus Iuli(i)s dedicavit / familiae Silvani crustulum mulsum ab se dedit / decrevit familia Silvani M(arco) Valerio Dextro immunitatem [...] [25 юли:] [C. Ve]l[le]io Paterculo M. Manilio Vopisco uiii K(alendas) Aug(ustas) L. Venidius Ennychus testatus est sibi filiam natam esse ex Liuia Acte uxore sua [3 септември:] C. velleio Paterculo M. Manilio Vopisco cos. iii Non(as) Sept(embres) Q. Iunius Theophilus scripsi me repromisisse A. Tetteio Severo [...]. | “ |

Сенека съобщава, че по времето на неговия консулат се показала една комета.